# Рід (математика)
У топології родом замкнутої орієнтованої поверхні {\displaystyle S} називається її «число ручок», тобто таке число {\displaystyle g}, що ця поверхня гомеоморфна сфері з {\displaystyle g} ручками.
На наступних малюнках зображені поверхні роду 0 (сфера), 1 (тор), 2 і 3:

Рід замкнутої орієнтованої поверхні
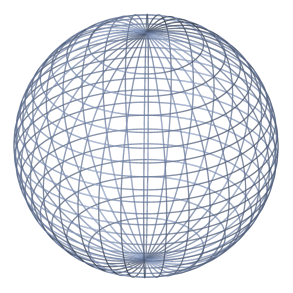
рід 0
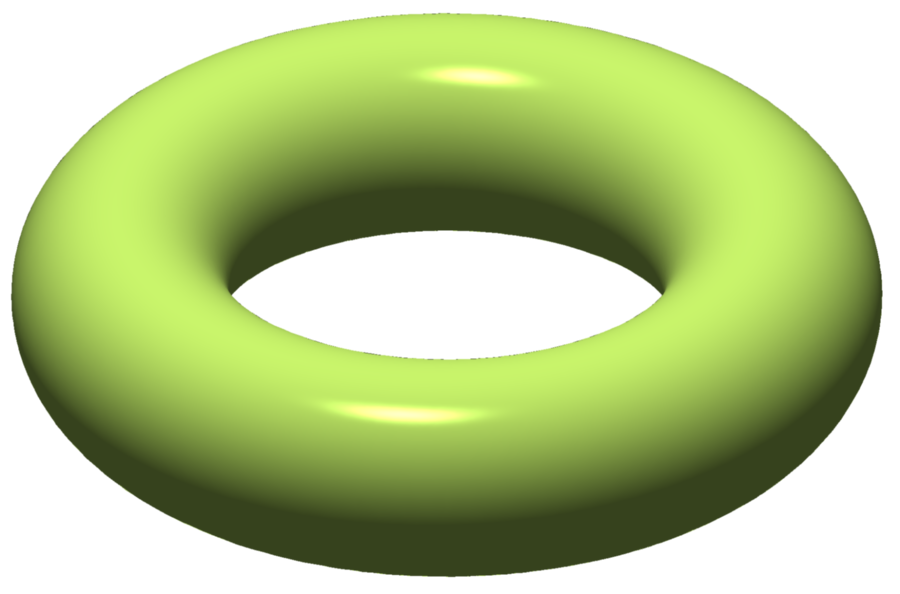
рід 1
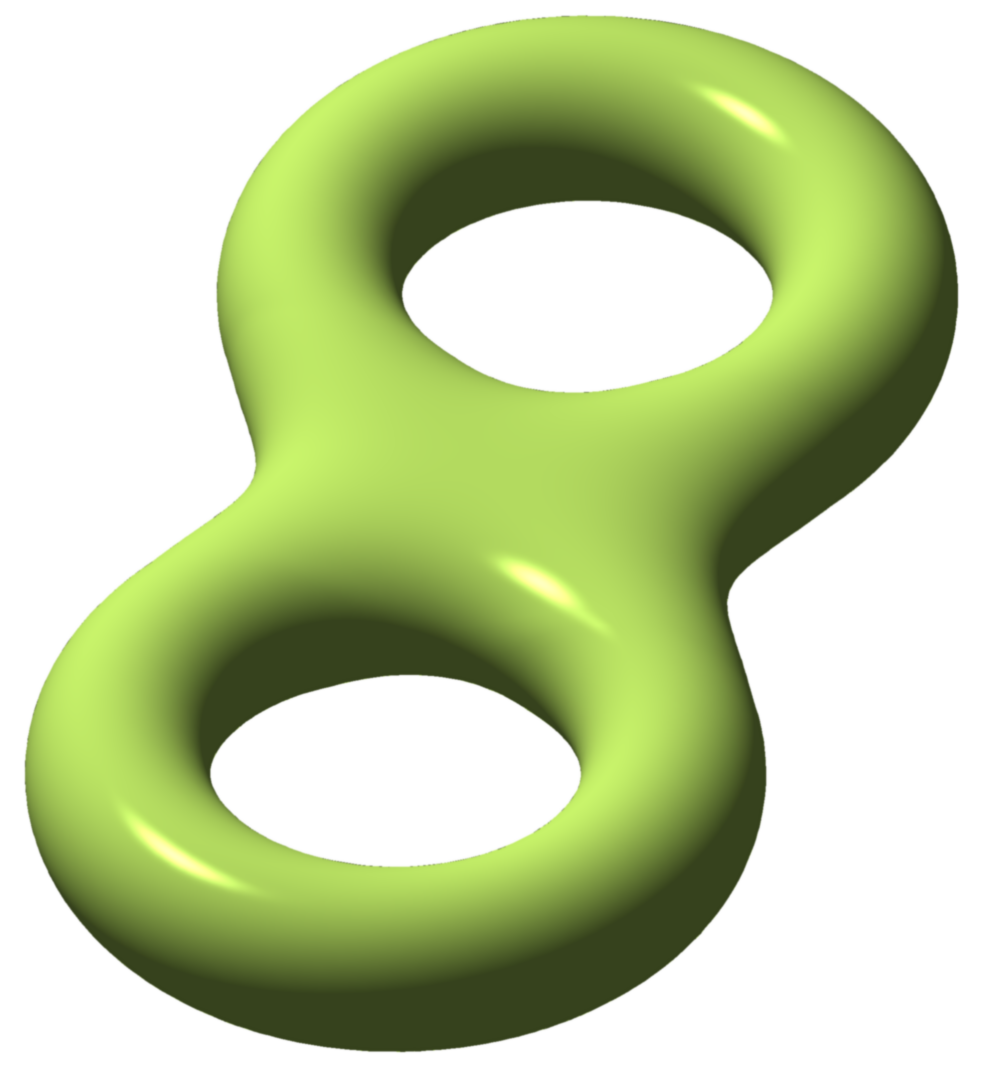
рід 2
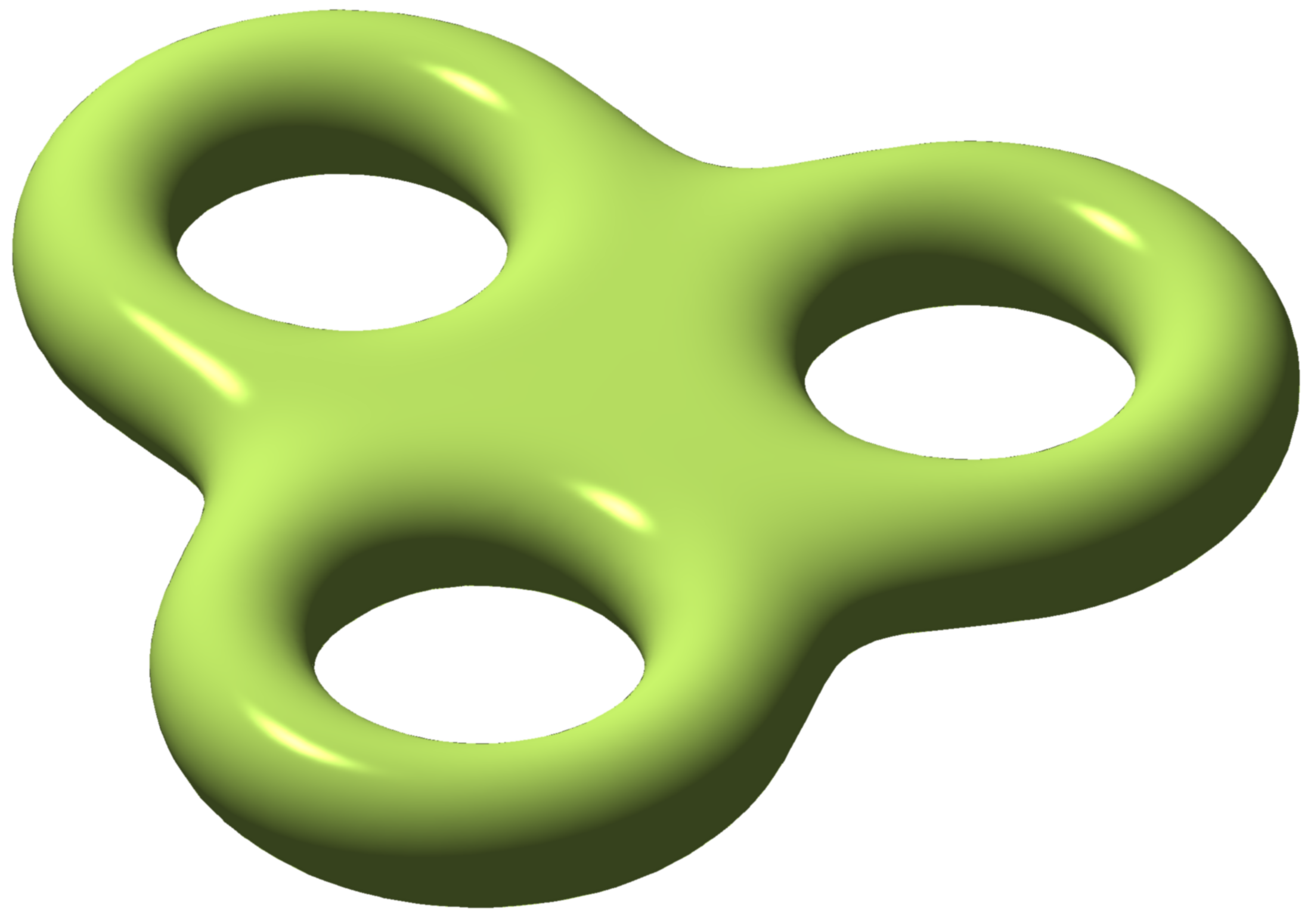
рід 3

## Властивості

Чашка для кави і бублик, показані в цій анімації, мають рід 1

- Рід {\displaystyle g} поверхні {\displaystyle S} може бути обчислений через її ейлерову характеристику {\displaystyle \chi (S)}
{\displaystyle g={\frac {2-\chi (S)}{2}}.}

## Теорія графів
Рід графу — мінімальне число n таке, що граф може бути вкладений в поверхню роду n без перетинів ребер.